# Axel Ekblom
Axel Ekblom   (Suècia, 22 de març de 1893 - Borås, 26 de juliol de 1957) va ser un tirador suec que va competir durant la dècada de 1920.
El 1924 va prendre part en els Jocs Olímpics de París, on disputà tres proves del programa de tir. Guanyà la medalla de bronze en la prova de tir al cérvol, doble tret per equips, formant equip amb Mauritz Johansson, Fredric Landelius i Alfred Swahn. En la fossa olímpica per equips fou quart i en la prova individual de fossa olímpica setzè.